# 诏安东溪
诏安东溪位于中华人民共和国福建省诏安县的一条河流，上游称石陂面溪，发源于平和县南部大溪镇大芹村西北大芹山南麓，蜿蜒向南，流经大溪镇、诏安县官陂镇，于霞葛镇右纳庵下溪后干流始称东溪，继续蜿蜒向南流经诏安县太平镇、龙潭水库、县城南诏镇、桥东镇等地后经宫口港入海。河长89千米，流域面积1127平方千米，河道平均比降2.1‰。中游河道最宽处550米，最窄处154米。下游一般流量80-100立方米/秒，枯水季节多年平均流量11.4立方米/秒。支流有金溪水、长田溪、塘干溪、西溪水。
上游1950年兴修了三姑娘引水工程。1960年又在上中游建小型水库7处。1972年在中游建成亚湖水库。